# Adam Książek
Adam Książek (ur. 6 września 1967 w Bytomiu, zm. 31 grudnia 2020 w Münster) – polski piłkarz, występujący na pozycji obrońcy.

## Życiorys
Był reprezentantem Polski U-20. W I lidze zadebiutował w 1987 roku w barwach Szombierek Bytom. 26 marca 1988 roku strzelił dla Szombierek bramkę numer 800 w I lidze. W Szombierkach występował do 1990 roku, po czym został piłkarzem GKS Katowice. W sezonie 1990/1991 zdobył wraz z tym klubem Puchar Polski. W 1992 roku wrócił do Szombierek. W tym klubie występował do końca 1993 roku. Po zakończeniu kariery wyjechał na stałe do Niemiec.

## Statystyki ligowe
| Sezon         | Klub             | Liga    | Mecze | Gole |
| ------------- | ---------------- | ------- | ----- | ---- |
| 1987/1988     | Szombierki Bytom | I liga  | 29    | 3    |
| 1988/1989     | Szombierki Bytom | I liga  | 25    | 2    |
| 1989/1990     | Szombierki Bytom | II liga | 35    | 5    |
| 1990/1991     | GKS Katowice     | I liga  | 15    | 0    |
| 1991/1992     | GKS Katowice     | I liga  | 8     | 0    |
| 1992/1993     | Szombierki Bytom | I liga  | 30    | 5    |
| 1993/1994 (j) | Szombierki Bytom | II liga | 11    | 0    |